# Långträsks kyrka
Långträsks kyrka är en kyrkobyggnad i Långträsk. Den är församlingskyrka i Piteå församling i Luleå stift.

## Kyrkobyggnaden
Kyrkan i Långträsk uppfördes i samband med bildandet av stationssamhället Långträsk. Kyrkan invigdes 20 oktober 1901. Ritningarna var gjorda av hemmansägaren F E Öberg. År 1922 byggdes nuvarande sakristia. År 1933 installerdades elektrisk belysning. Altartriptyken är målad av konstnär Fridtiof Erichsson, Luleå, 1959.
Kyrkan har en stomme av trä och består av långhus med kor i öster och ett gaveltorn med ingång i väster. Norr om koret finns en vidbyggd sakristia.